# Дирк VII
Дирк (Дитрих) VII (нидерл. Dirk VII, нем. Dietrich VII.; ? — 4 ноября 1203, Дордрехт) — граф Голландии с 1190 года. Старший сын Флориса III и Ады Хантингтон.

## Биография
Чтобы заручиться поддержкой Дирка VII, германский император Генрих VI уступил ему права сбора таможенных пошлин с фламандских торговцев в Герфлите, а также пожаловал Дордрехт за счет епископства Утрехт и утвердил наследование Голландии по женской линии при отсутствии наследников мужского пола.
В 1196—1197 годах Дирк управлял епископством Утрехт, что вызвало войну с гельдернским графом Оттоном I. Оттон был разбит при Греббеберге.
Когда позиции Штауфенов в Германии ослабели, Дирк VII перешёл на сторону Вельфов.
В 1202 году Дирк вступил в союз с Оттоном Гельдернским, и они вторглись в Брабант. Во время этой войны Дирк попал в плен к брабантскому герцогу Генриху I. Ему пришлось заплатить большой выкуп и признать своими сюзеренами по Южной Голландии — Брабант, по Северной — епископство Утрехт.
После смерти Дирка VII в 1203 году ему наследовала дочь Ада.

## Семья и дети

Герб графов Голландии.

В 1186 Дирк женился на Аделаиде Клевской, дочери Дитриха II, графа Клевского и Иды Лувенской. У них родились дочери:
- Адельгейда (ок. 1186 — ок. 1203)
- Ада (ок. 1188 — 1227), графиня Голландии, замужем (с 1203) за графом Людовиком фон Лоон.